# Calathea hieroglyphica
Calathea hieroglyphica là một loài thực vật có hoa trong họ Marantaceae. Loài này được Linden & André mô tả khoa học đầu tiên năm 1873.